# Erich Griebel
Erich Griebel (* vor 1920; † 1957) war ein deutscher Autor und Forscher zu Leben und Werk des Dichters Hermann Löns.

## Schriften (Auswahl)
- Die Mark Brandenburg (= Velhagen & Klasings Volksbücher, Band 144), Bielefeld [u. a.]: Velhagen & Klasing, [1920]
- Hermann Löns, der niederdeutsche Dichter und Wanderer, mit 78 Abbildungen und einem Anhang, Berlin-Lichterfelde: Naturschutz-Verlag, 1924
- Bilder vom Luch. Ein Heimatbuch, Berlin-Lichterfelde: Naturschutz-Verlag, 1925
- Wandern und Naturschutz. Kulturpolitische Betrachtungen eines Naturfreundes, Berlin-Friedrichshagen: Arbeitsgemeinschaft für Forstschutz und Naturkunde  (1927)
- Von der Ethik des Wander- und Heimatgedankens (= Sonderdruck // Arbeitsgemeinschaft für Forstschutz und Naturkunde E. V., Heft 18), [Berlin-Friedrichshagen]: Arbeitsgemeinschaft für Frostschutz und Naturkunde E. V., 1929
- Hermann Löns, der Niederdeutsche. Eine Einfühlung in Leben und Werk, Berlin [u. a.]: Heyer, 1934
- Der heidnische Löns. Religiöse Bekenntnisse, Berlin: Heyer, 1934
- Fidus' lichtgläubiges Schaffen. Ein Streifzug durch Leben und Werk, Berlin-Köpenick: Scheumann & Müller, [1938]

## Archivalien
Archivalien von und über Erich Griebel finden sich beispielsweise
- im Stadtarchiv Celle als Brief des Volksbundes Deutsche Kriegsgräberfürsorge an Erich Griebel vom 13. Dezember 1933[2]